# Powder Blue
Powder blue è un film del 2009 scritto e diretto da Timothy Linh Bui.
Il film presenta un cast corale composto da quattro protagonisti interpretati da Jessica Biel nei panni di Rose-Johnny, Eddie Redmayne nei panni di Qwerty Dolittle, Forest Whitaker nei panni di Charlie, e Ray Liotta nei panni di Jack Doheny.

## Trama
A Los Angeles le storie di quattro personaggi completamente diversi sembrano essere destinate a incontrarsi. Rose-Johnny è una donna single, con un bambino in coma e un cane, lavora come stripper nello strip-club di Velvet Larry, il suo sogno è sempre stato quello di viaggiare a Parigi, Qwerty Dolittle è un becchino e marionettista asmatico, con un disturbo d'ansia sociale, Charlie dopo la morte della moglie vuole mettere fine alla sua vita, Jack Doheny è un malato terminale che cerca di dare un senso ai giorni che gli restano da vivere.

## Produzione
Timothy Linh Bui è regista, produttore, scrittore e sceneggiatore di questo film. Nella produzione è affiancato da Forest Whitaker, presente anche come attore nel film, Ross M. Dinerstein e Tracee Stanley-Newell.

### Riprese
Le riprese del film sono iniziate nell'agosto 2007 a Los Angeles.

## Distribuzione
Il film venne distribuito unicamente in cinema selezionati negli Stati Uniti. Successivamente il film è stato distribuito in Kazakistan e in Russia e sui canali di film premium negli Stati Uniti alla fine del 2009. Il DVD è stato rilasciato a maggio del 2009.

### Divieti
Il film è stato vietato ai minori di 15 anni per nudità e utilizzo di droga.